# Emmanuel Schwartz
Emmanuel Schwartz, né le 1er mars 1982 à Montréal, est un acteur et dramaturge québécois.

## Biographie
Emmanuel Schwartz a grandi dans le quartier Notre-Dame-de-Grâce à Montréal. Fils de Gary Schwartz, musicien de jazz anglophone d'origine juive et de Lucie Lalonde, orthopédagogue québécoise francophone,, il joue en anglais et en français.
Il co-écrit avec Alexia Bürger la pièce Alfred présentée au Centre du Théâtre d'Aujourd'hui en 2014. En 2017, sa pièce Exhibition - L'Exhibition, créée en collaboration avec Benoît Gob et Francis La Haye, est présentée au Festival TransAmériques à Montréal. En 2020, il interprète le rôle du bibliothécaire dans une double production scénique de la pièce Underneath the Lintel (en) de Glen Berger, à la fois en anglais pour le Centre Segal des arts de la scène et dans une traduction française de Serge Lamothe (Zebrina, une pièce à conviction) pour le Théâtre du Nouveau Monde,.
Acteur dans de nombreuses séries télévisées québécoises, il est connu notamment pour son interprétation du premier rôle de la série Écrivain public d’après le roman de Michel Duchesne pour laquelle il a reçu le prix Gémeaux pour la meilleure interprétation masculine pour une émission ou série produite pour les médias numériques : dramatique en 2020.

## Filmographie

### Cinéma
- 2005 : Lonely Child/dogme #41 de Pascal Robitaille : William
- 2006 : Sans elle de Jean Beaudin : Gabriel
- 2007 : Next Floor (court métrage) de Denis Villeneuve : un serveur
- 2007 : I'm Not There de Todd Haynes : The Gawky Teen
- 2011 : Laurentie de Simon Lavoie et Mathieu Denis : Louis
- 2012 : L'Affaire Dumont de Podz : Pee-Wee
- 2012 : Laurence Anyways de Xavier Dolan : Baby Rose
- 2014 : Endorphine d'André Turpin : le gardien de sécurité
- 2014 : Chasse-Galerie : La légende de Jean-Philippe Duval : Théodore
- 2016 : Nelly d'Anne Émond : Guillaume Rival
- 2016 : Le Sommet (court métrage) de Mathieu Charest : Simon
- 2017 : Notre famille (court métrage) de Terence Chotard : Fred
- 2017 : Hochelaga, terre des âmes de François Girard : Étienne Maltais
- 2017 : Ailleurs de Samuel Matteau : Le Duc
- 2017 : Oui mais non d'Alexa-Jeanne Dubé : Gabriel
- 2017 : Sashinka de Kristina Wagenbauer : Bucky
- 2018 : De l'autre côté du mur (court métrage) de Jean-Pierre Avoine : Robert
- 2018 : Impetus de Jennifer Alleyn : Rudolf
- 2019 : Le Vingtième Siècle de Matthew Rankin : Lady Violet
- 2019 : Nous sommes Gold d'Éric Morin : Kristoff
- 2019 : Dérive de David Uloth : Félix Lafrance
- 2019 : La Déesse des mouches à feu d'Anaïs Barbeau-Lavalette : Martial
- 2021 : La Contemplation du mystère d'Albéric Aurtenèche : Éloi

### Télévision
- 2005 à 2006 : Kif-Kif : Julien Thibeault-Mercier
- 2014 : 19-2 de Réal Bossé et Claude Legault : le procureur
- 2014 à 2017 : Rumeurs : Maxime
- 2015 : Les Jeunes Loups : Gerry
- 2015 à 2019 : Écrivain public : Mathieu Martineau
- 2016 : Blue Moon : François
- 2017 : Trop. de Marie-Andrée Labbé : Guillaume Vidal
- 2018 : Sylvain le magnifique (web-série) de Samuel Cantin et Henry Bernadet : Sylvain, le magicien[7]
- 2018-2020 : Lâcher prise (saison 2 à 4) : Jean-François Phaneuf
- 2020 : FLQ : La Traque : Me Lemieux
- 2021 : Virage : Lucas Guidon

## Théâtre

### Acteur
- 2004 : Faux Départ, Production Joscomte
- 2005 : Le Peintre des madones...ou la Naissance d'un tableau, Espace Go
- 2007 : Énéide, Espace Libre et Chartreuse-Avignon
- 2006 à 2009 : Forêts, Abé Carré Cé Carré
- 2009 : Littoral, Festival de théâtre des Amériques
- 2010 : Caligula Remix (Montréal en lumière), Terre des hommes
- 2010 : Ciels, Au carré de l'Hypoténuse
- 2013 : Deux,
- 2013 : Détruire, nous allons, Couronne Nord
- 2014 : Trois,
- 2014 : Phèdre, Usine C
- 2014 : Alfred, Théâtre d'aujourd'hui
- 2014 : 2050 Mansfield - Rendez-vous à l'hôtel, La 2e porte à gauche
- 2015 : Five Kings - L'Histoire de notre chute, Théâtre PàP
- 2015 : Richard III, Théâtre du Nouveau Monde (TNM)
- 2016 : Tartuffe, TNM
- 2016 : En attendant Godot, TNM
- 2017 : Huit, Orange Noyée
- 2017 : Iliade, Théâtre Denise-Pelletier et Terre des hommes
- 2018 : Nous, l’Europe, banquet des peuples, Groupe de La Veillée
- 2018 : Candide ou l'Optimisme, TNM
- 2018 : Le Tigre bleu de l'Euphrate, Théâtre de Quat'Sous et UBU
- 2019 : L'Exhibition, Festival TransAmériques
- 2019 : Soifs matériaux, UBU

### Auteur
- L'Épiphanie, Théâtre de Quat'Sous
- 2003 : Antiviol, Festival Fringe de Montréal
- 2009 : Chroniques : Max, Bérénice, Clichy, Théâtre La Chapelle
- 2009 : Je ne connais pas Clichy, Centre des Auteurs Dramatiques (CEAD)
- 2009 : Rapécédaire, FTA
- 2012 : Nathan, Abé Carré Cé Carré
- 2013 : The Weight, Festival du Jamais Lu
- 2014 : Alfred, co-auteur avec Alexia Bürger, Théâtre d'aujourd'hui
- 2019 : Foirée montréalaise, co-auteur (collectif), Théâtre Urbi et Orbi en codiffusion avec La Manufacture

## Distinctions
- 2010 : Gala des Cochons d’Or, récipiendaire du prix Cochon Vedette pour Terre des Hommes
- 2013 : Nomination Gala Québec Cinéma, catégorie Meilleur interprète masculin dans une série-web pour Amour Amour
- 2017 : Prix de la critique de l’Association québécoise des critiques de théâtre (AQCT), catégorie Meilleure interprétation masculine pour Tartuffe
- 2018 : Prix Gala Québec cinéma, catégorie Meilleure interprétation masculine; rôle de soutien pour Hochelaga, Terre des Âmes
- 2018 : Nomination Gémeaux, catégorie Meilleure interprétation masculine pour une émission ou série produite pour les Médias numériques: Fiction pour Écrivain public saison 2
- 2018 : Nomination Gémeaux, catégorie Meilleur rôle de soutien masculin: comédie pour Lâcher prise saison 2 - épisode 5
- 2020 : Nomination au Melbourne WebFest, catégorie Meilleur acteur pour Écrivain public saison 3
- 2020 : Prix Gémeaux, catégorie Meilleure interprétation masculin pour une émission ou série produite pour les médias numériques : dramatique pour Écrivain public saison 3[8]
- 2020 : Prix Festival Bilbao Seriesland (Pays Basque), catégorie Meilleur acteur pour Écrivain public saison 3
- 2020 : Nomination au Sydney WebFest, catégorie Meilleur acteur pour Écrivain public saison 3